# King Chulalongkorn Memorial Hospital

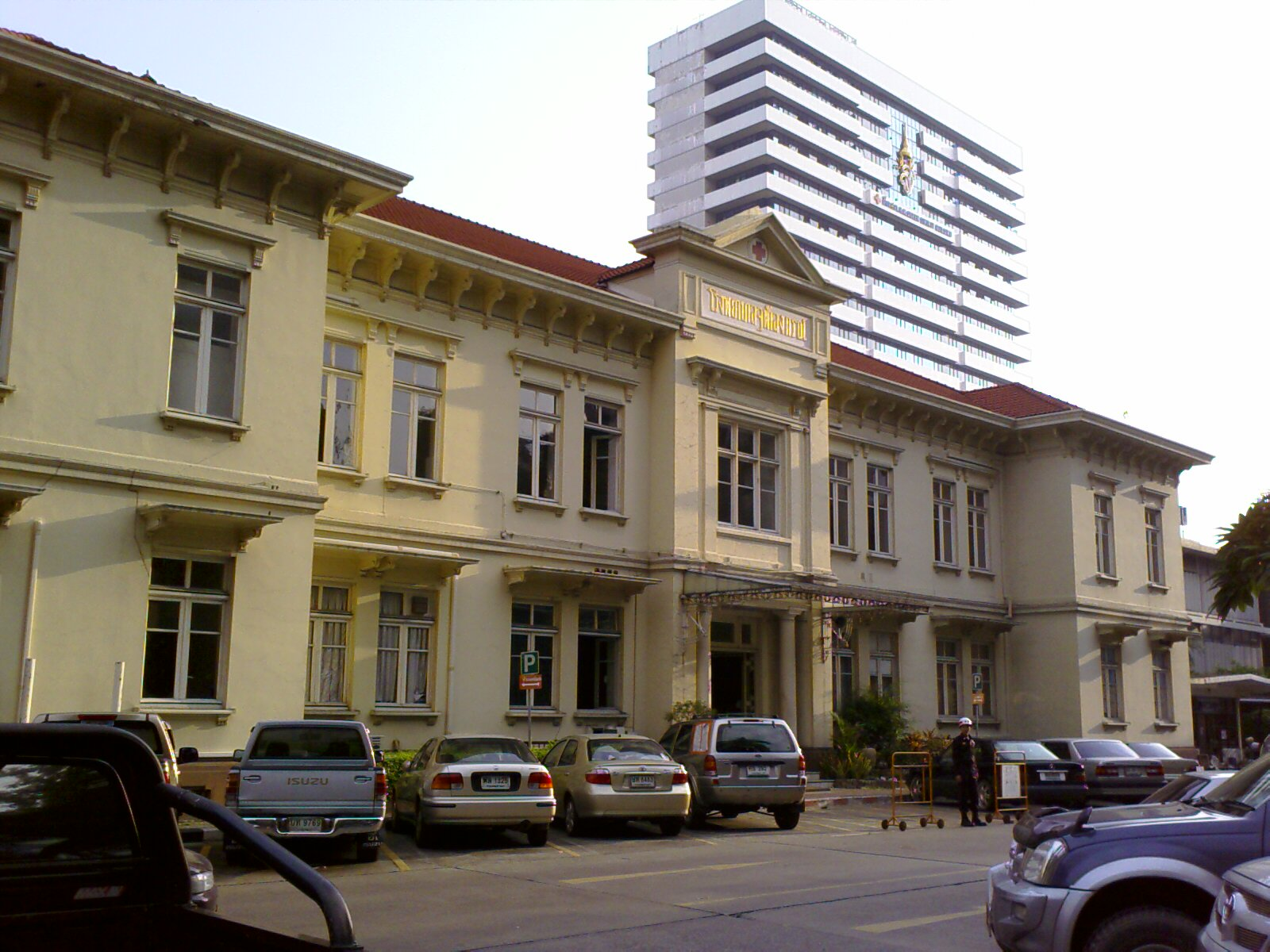
Verwaltungsgebäude des King Chulalongkorn Memorial Hospital

Das King Chulalongkorn Memorial Hospital (abgekürzt KCMH, in Thai: โรงพยาบาลจุฬาลงกรณ์, deutsch „Chulalongkorn-Krankenhaus“) ist ein großes Krankenhaus in Bangkok, der Hauptstadt von Thailand.

## Geschichte
Betrieben wird das Krankenhaus vom thailändischen Roten Kreuz (thailändisch สภากาชาดไทย). Das Krankenhaus wurde am 30. Mai 1914 von König Vajiravudh feierlich eröffnet, und nach seinem Vater, König Chulalongkorn benannt. Es wurde vom König und seinen Familienangehörigen finanziert.

## Allgemeines
Das Krankenhaus mit heute über 1500 Betten gilt als eines der größten Krankenhäuser Thailands. Das Krankenhaus arbeitet eng mit der Chulalongkorn-Universität als Lehrkrankenhaus zusammen und bildet in einer eigenen Schule Krankenpflegepersonal aus.
Das Krankenhaus unterhält 33 Abteilungen, ein Zentrum und eine Sektion:
1. Allgemeinmedizinische Abteilung
2. Chirurgische Abteilung
3. Gynäkologische Abteilung
4. Pädiatrische Abteilung
5. Ophthalmologische Abteilung
6. Radiologische Abteilung
7. Orthopädische Abteilung
8. Otolaryngologische Abteilung
9. Anästhesiologische Abteilung
10. Psychiatrische Abteilung
11. Präventionsmedizinische Abteilung
12. Pathologische Abteilung
13. Parasitologische Abteilung
14. Pharmakologische Abteilung
15. Physiologische Abteilung
16. Mikrobiologische Abteilung
17. Forensische Abteilung
18. Anatomische Abteilung
19. Biochemische Abteilung
20. Ambulante Abteilung
21. Rehabilitation medizinische Abteilung
22. Blut-Bank
23. Zahnmedizinische Abteilung
24. Medizinische Registration/Statistische Abteilung
25. Pflege
26. Pharmakologische Abteilung
27. Abteilung für medizinisches Materialbedarf
28. Sozialfürsorge
29. Autopsie
30. Krankenhaus Verwaltung
31. Abteilung für Finanzen und Rechnungswesen
32. Sekretariat
33. Ernährung und Ernährungs-Therapeutische Abteilung
34. Herz Zentrum.
35. Computer Sektion

Direktor des Krankenhauses ist Asst. Prof. Dr. Adisorn Patradul, M.D.

### Krankenhaus Statistik
- Betten: 1.500[3]
- Ärzte: 409
- Krankenpfleger: 1.177
- Ambulante Patienten: 970.511 / Jahr
- Stationäre Patienten: 41.528 / Jahr
- Kleinere Operationen: 12.452 / Jahr
- Generalle Anesthesien: 10.030 / Jahr
- Regionale Anesthesien: 8.316 / Jahr

## Lage
Das Krankenhaus liegt im Innenstadtbezirk Pathum Wan an der Kreuzung der Rama-IV.-Straße (Thanon Phra Ram 4) mit der Henri-Dunant-Straße (Thanon Henri Dunant). In der Nähe, auf der anderen Straßenseite der Thanon Henri Dunant, befindet sich das Saovabha-Institut, welches aufgrund seiner Produktion von Gegengiften bei Schlangenbissen auch als „Snake-Farm“ bekannt ist.